# Чемпионат мира по фехтованию 1954
Чемпионат мира по фехтованию в 1954 году проходил в Люксембурге. Среди мужчин соревнования проходили в личном и командном зачёте по фехтованию на саблях, рапирах и шпагах, среди женщин — только первенство на рапирах в личном и командном зачёте.

## Общий медальный зачёт
| Место | Страна  | Золото | Серебро | Бронза | Всего |
| ----- | ------- | ------ | ------- | ------ | ----- |
| 1     | Италия  | 3      | 3       | 2      | 8     |
| 2     | Венгрия | 3      | 2       | 2      | 7     |
| 3     | Франция | 1      | 1       | 4      | 6     |
| 4     | Дания   | 1      | 0       | 0      | 1     |
| 5     | Швеция  | 0      | 1       | 0      | 1     |
| 5     | Польша  | 0      | 1       | 0      | 1     |
| Всего | Всего   | 8      | 8       | 8      | 24    |

## Медалисты

### Мужчины
| Дисциплина                  | Золото | Серебро | Бронза                                                                                            |
| --------------------------- | --- | --- | ------------------------------------------------------------------------------------------------- |
| Шпага Личное первенство     | Эдоардо Манджаротти | Карло Павези | Франко Бертинетти                                                                                 |
| Шпага Командное первенство  | Италия · Джорджо Анлезио · Франко Бертинетти · Джузеппе Дельфино · Эдоардо Манджаротти · Карло Павези · Армандо Деллантонио | Швеция · Пер Карлесон · Свен Фальман · Карл Форсселль · Бенгт Юнгквист · Берндт-Отто Ребиндер · Нильс Рюдстрём                      | Франция · Ив Дрейфус · Даниэль Дагалье · Морис Ю · Арман Муйяль · Жан-Пьер Мюллер · Клод Нигон    |
| Рапира Личное первенство    | Кристиан д’Ориола | Эдоардо Манджаротти | Джанкарло Бергамини                                                                               |
| Рапира Командное первенство | Италия · Джанкарло Бергамини · Роберто Феррари · Манлио Ди Роза · Ренцо Ностини · Эдоардо Манджаротти · Антонио Спаллино    | Франция · Клод Бансильон · Кристиан д’Ориола · Рене Синтра · Клод Неттер · Роже Клоссе · Адриен Роммель                             | Венгрия · Аладар Геревич · Йозеф Дюрица · Йозеф Мароши · Эндре Палоц · Берталан Сёч · Эндре Тилли |
| Сабля Личное первенство     | Рудольф Карпати | Пал Ковач | Тибор Берцей                                                                                      |
| Сабля Командное первенство  | Венгрия · Аладар Геревич · Тибор Берцей · Рудольф Карпати · Даниэль Магаи · Пал Ковач · Берталан Папп                       | Польша · Ежи Твардокенс · Зигмунт Павлас · Лешек Суски · Ежи Павловский · Войцех Заблоцкий · Анджей Пионтковский · Мариан Кушевский | Франция · Жан Брусс · Жак Лефевр · Жан Левавассёр · Бернар Морель · Жак Руло · Жан-Франсуа Турнон |

### Женщины
| Дисциплина                  | Золото                                                                                                   | Серебро                                                                                                 | Бронза |
| --------------------------- | --- | --- | --- |
| Рапира Личное первенство    | Карен Лахман                                                                                             | Илона Элек                                                                                              | Рене Гариль |
| Рапира Командное первенство | Венгрия · Илона Элек · Маргит Элек · Каталин Кишш · Магда Жабка · Магдольна Ньари-Ковач · Жужанна Морваи | Италия · Ирене Камбер · Велледа Чезари · Бруна Коломбетти-Перончини · Вера Мантовани · Сильвия Струкель | Франция · Катерина Бернхайм · Рене Гариль · Франсуаза Гуни · Франсуаза Майяр · Маргерит Лавань · Режин Веронне |